# Miami Challenger
Il Miami Challenger è stato un torneo professionistico di tennis giocato sulla terra verde. Faceva parte dell'ATP Challenger Tour. Si giocava annualmente a Miami negli USA.

## Albo d'oro

### Singolare
| Anno       | Campione        | Finalista                | Punteggio     |
| ---------- | --------------- | ------------------------ | ------------- |
| 1999       | Marcos Ondruska | Radek Štěpánek           | 6–2, 6–2      |
| 2000- 2007 | Non disputato   | Non disputato            | Non disputato |
| 2008       | Éric Prodon     | Adrián Menéndez Maceiras | 6–4, 6–4      |

### Doppio
| Anno       | Campioni                          | Finalisti                       | Punteggio     |
| ---------- | --------------------------------- | ------------------------------- | ------------- |
| 1999       | Jocelyn Robichaud Myles Wakefield | Mike Bryan Bob Bryan            | 7–5, 4–6, 6–2 |
| 2000- 2007 | Non disputato                     | Non disputato                   | Non disputato |
| 2008       | Ilija Bozoljac Dušan Vemić        | Jean-Julien Rojer Marcio Torres | 7–5, 6–4      |